# Т-100-Z
Т-100-Z (читається як «Т-100-зет») — експериментальний проєкт радянського двобаштового важкого танка, що проєктувався на базі важкого танка Т-100.

## Історія створення
Використовуючи досвід Радянсько-Фінської війни 1939–1940 року на базі танка Т-100 був розроблений танк для боротьби з довготривалими опорними пунктами. Для цього планувалося замінити на танку башту зі стандартною 76-мм гарматою, баштою зі 152 мм гаубицею. У березні 1940 року нова башта з 152-мм гаубицею М-10 була готова. Проєкт танка зі 152-мм артсистемою отримав індекс T-100Z (зет). Назва пов'язана з тим, що першою спробою створення на базі танка Т-100 штурмового танка була Т-100Х. САУ зі 130-мм гарматою в нерухомій рубці. Подальшим розвитком Т-100X стала Т-100Y. Т-100Y була виготовлена в єдиному екземплярі та понині експонується в Музеї бронетанкової техніки та озброєння в підмосковній Кубинці.
Оскільки на озброєння були прийняті важкі танки КВ-1 і КВ-2, АБТУ РСЧА припинило роботи щодо танку Т-100 і його модифікацій. Аргументуючи це рішення тим, що: — «Т-100 визначеним ТТХ відповідає. Рекомендувати для прийняття на озброєння Червоної Армії недоцільно, оскільки виготовлений та прийнятий танк КВ». Виготовлена нова башта зі 152 мм гарматою не була встановлена на танк.